# Collegio uninominale Lazio 2 - 06
Il collegio elettorale uninominale Lazio 2 - 06 è stato un collegio elettorale uninominale della Repubblica Italiana per l'elezione della Camera dei deputati tra il 2017 ed il 2022.

## Territorio
Come previsto dalla legge elettorale italiana del 2017, il collegio era stato definito tramite decreto legislativo all'interno della circoscrizione Lazio 2.
Era formato dal territorio di 19 comuni: Campodimele, Castelforte, Fondi, Formia, Gaeta, Itri, Lenola, Minturno, Monte San Biagio, Pontinia, Ponza, Sabaudia, San Felice Circeo, Santi Cosma e Damiano, Sonnino, Sperlonga, Spigno Saturnia, Terracina e Ventotene.
Il collegio era quindi interamente compreso nella provincia di Latina.
Il collegio era parte del collegio plurinominale Lazio 2 - 02.

## Eletti
| Elezione | Elezione | Deputato      | Partito      |
| -------- | -------- | ------------- | ------------ |
|          | 2018     | Paolo Barelli | Forza Italia |

## Dati elettorali

### XVIII legislatura
Come previsto dalla legge elettorale, 232 deputati erano eletti con sistema a maggioranza relativa in altrettanti collegi uninominali a turno unico.
| Candidati              | Candidati               | Voti    | %     | Liste                                | Voti    | %     |
| ---------------------- | ----------------------- | ------- | ----- | ------------------------------------ | ------- | ----- |
|                        | Paolo Barelli ✔️ Eletto | 65 113  | 46,61 | Forza Italia                         | 33 219  | 23,78 |
| Lega                   | Paolo Barelli ✔️ Eletto | 65 113  | 46,61 | 21 196                               | 15,17   |       |
| Fratelli d'Italia      | Paolo Barelli ✔️ Eletto | 65 113  | 46,61 | 9 026                                | 6,46    |       |
| Noi con l'Italia - UDC | Paolo Barelli ✔️ Eletto | 65 113  | 46,61 | 1 672                                | 1,20    |       |
|                        | Raffaele Trano          | 46 470  | 33,27 | Movimento 5 Stelle                   | 46 470  | 33,27 |
|                        | Maria Civita Paparello  | 19 983  | 14,31 | Partito Democratico                  | 17 373  | 12,44 |
| +Europa                | Maria Civita Paparello  | 19 983  | 14,31 | 1 846                                | 1,32    |       |
| Italia Europa Insieme  | Maria Civita Paparello  | 19 983  | 14,31 | 383                                  | 0,27    |       |
| Civica Popolare        | Maria Civita Paparello  | 19 983  | 14,31 | 381                                  | 0,27    |       |
|                        | Maria Rita Manzo        | 3 232   | 2,31  | Liberi e Uguali                      | 3 232   | 2,31  |
|                        | Mauro Pecchia           | 1 731   | 1,24  | CasaPound                            | 1 731   | 1,24  |
|                        | Antonio Rosato          | 1 116   | 0,80  | Potere al Popolo!                    | 1 116   | 0,80  |
|                        | Benedetto Crocco        | 738     | 0,53  | Partito Comunista                    | 738     | 0,53  |
|                        | Stefano Matera          | 631     | 0,45  | Italia agli Italiani                 | 631     | 0,45  |
|                        | Giulio De Nicolais      | 449     | 0,32  | Il Popolo della Famiglia             | 449     | 0,32  |
|                        | Alessandra Pierosara    | 115     | 0,08  | Per una Sinistra Rivoluzionaria      | 115     | 0,08  |
|                        | Michele Primiani        | 107     | 0,08  | Lista del Popolo per la Costituzione | 107     | 0,08  |
| Totale                 | Totale                  | 139 685 | 100   |                                      | 139 685 | 100   |
|                        |                         |         |       |                                      |         |       |
| Voti non validi        | Voti non validi         | 6 247   | 4,28  |                                      |         |       |
| Votanti                | Votanti                 | 145 932 | 71,31 |                                      |         |       |
| Elettori               | Elettori                | 204 654 |       |                                      |         |       |